# Angela Kalule
Angela Kalule là một nhạc sĩ và người dẫn chương trình phát thanh ở Uganda. Cô đã giành giải 'Bài hát của năm' và 'Đĩa đơn trực tiếp hay nhất' trong Giải thưởng âm nhạc Pearl of Africa 2011.

## Lý lịch
Angela Kalule sinh ngày 18 tháng 2 năm 1977 tại Kampala, Uganda. Cô đã đến vườn ươm Aga Khan Nairobi Kenya, Nakasero SS từ năm 1992 đến năm 1993 và trường trung học Mengo. Cô có bằng Cử nhân Quản lý Thông tin.

## Âm nhạc
Cô bắt đầu ca hát ở trường và gia nhập ngành công nghiệp âm nhạc vào năm 1997 với tư cách là một giọng ca dự phòng cho nhóm Diamond Ensemble. Chính tại đó, cô đã phát hành 'Akamuli' đầu tiên. Năm 2006, cô phát hành một album solo gồm sáu bài hát, với hai bài hát bằng tiếng Anh và bốn bài hát ở Luganda. Cô hiện đang hát trong ban nhạc của riêng mình, ban nhạc K'angie.

## Danh sách đĩa hát

### Bài hát
- Kankwekumire
- Katikitiki
- Kantuntunu
- Xa lộ
- olimi Ssukkali

### Album
- Dark Chocolate
- Kakondo

## Giải thưởng và giấy chứng nhận
- Bài hát của năm trong Giải thưởng âm nhạc Pearl of Africa 2011 cho "Katikitiki" [7]
- Đĩa đơn trực tiếp hay nhất trong Giải thưởng âm nhạc Pearl of Africa 2011 cho "Katikitiki" [7]